# Scyphacella arenicola
Scyphacella arenicola är en kräftdjursart som beskrevs av Smith 1873. Scyphacella arenicola ingår i släktet Scyphacella och familjen Scyphacidae. Inga underarter finns listade i Catalogue of Life.